# مايو 2011
مايو 2011 هو الشهر الخامس من عام 2011. بدأ الشهر يوم الأحد، وانتهى يوم الثلاثاء بعد 31 يومًا.

## بوابة:أحداث جارية
| \| 1 مايو 2011 (الأحد) \| عدل \| تاريخ \| راقب \| تصفح \| |     |       |      |      |
| - بابا الكنيسة الرومانية الكاثوليكية بندكت السادس عشر يعلن عن تطويب البابا الراحل يوحنا بولس الثاني (في الصورة) طوباويًا خلال احتفال في ساحة القديس بطرس في الفاتيكان أمام مئات الآلاف من الكاثوليك. (بي بي سي) |     |       |      |      |
| 1 مايو 2011 (الأحد) | عدل | تاريخ | راقب | تصفح |

| 1 مايو 2011 (الأحد) | عدل | تاريخ | راقب | تصفح |

| \| 2 مايو 2011 (الإثنين) \| عدل \| تاريخ \| راقب \| تصفح \| |     |       |      |      |
| - الرئيس الأمريكي باراك أوباما يعلن أن بلاده قامت بقتل زعيم تنظيم القاعدة أسامة بن لادن في عملية عسكرية قرب إسلام آباد. (الجزيرة) - دول مجلس التعاون لدول الخليج العربية ترفض تصريحات الرئيس اليمني علي عبد الله صالح التي يتهم فيها قطر بالتآمر وتمويل الاحتجاجات في الوطن العربي، وتؤكد أن المبادرة الخليجية لحل الأزمة اليمنية تمثل إرادة جماعية لدول المجلس. (الجزيرة) |     |       |      |      |
| 2 مايو 2011 (الإثنين) | عدل | تاريخ | راقب | تصفح |

| 2 مايو 2011 (الإثنين) | عدل | تاريخ | راقب | تصفح |

| \| 4 مايو 2011 (الأربعاء) \| عدل \| تاريخ \| راقب \| تصفح \| |     |       |      |      |
| - حركتا فتح وحماس توقعان في القاهرة اتفاقًا لتحقيق المصالحة الفلسطينية برعاية مصرية وذلك بحضور رئيس السلطة الوطنية الفلسطينية محمود عباس (في الصورة) وزعيم حركة حماس خالد مشعل، ورئيس الوزراء الإسرائيلي بنيامين نتنياهو يقول ردًا على اتفاق المصالحة إن ما حدث خسارة كبيرة للسلام وانتصار كبير للإرهاب، ورئيس السلطة الفلسطينية يقول إنه على نتنياهو الاختيار بين الاستمرار في الاستيطان أو السلام. (بي بي سي) - مدعي عام المحكمة الجنائية الدولية لويس مورينو أوكامبو يقول إنه سيطلب إصدار ثلاث مذكرات اعتقال في إطار التحقيق الذي يجريه بشأن قتل متظاهرين مطالبين بالديمقراطية في ليبيا، وأن على الدول الاستعداد من الآن لإعتقال المطلوبين. (رويترز) |     |       |      |      |
| 4 مايو 2011 (الأربعاء) | عدل | تاريخ | راقب | تصفح |

| 4 مايو 2011 (الأربعاء) | عدل | تاريخ | راقب | تصفح |

| \| 5 مايو 2011 (الخميس) \| عدل \| تاريخ \| راقب \| تصفح \| |     |       |      |      |
| - المعارضة السورية تنفي ما أعلنه الجيش السوري من انسحابه من مدينة درعا وتقول إنه أعاد تموضعه حول درعا وداخلها، وأن قناصة الأمن ينتشرون على مآذن المساجد. (العربية) - الرئيس الأمريكي باراك أوباما (في الصورة) يقول خلال تفقده لموقع مركز التجارة العالمي في نيويورك إن العملية العسكرية التي استهدفت زعيم تنظيم القاعدة أسامة بن لادن جاءت باسم ضحايا هجمات 11 سبتمبر 2001، ويصف العملية بأنها رسالة للإرهابيين بأن بلاده لن تنسى هجمات سبتمبر. (بي بي سي) - محكمة مصرية تصدر حكمًا على وزير الداخلية السابق حبيب العادلي بالسجن لمدة 12 عامًا وذلك بتهم التربح غير المشروع وغسيل الأموال، ليكون بذلك أول حكم يصدر على مسؤول في النظام السابق قبل ثورة 25 يناير. (بي بي سي) |     |       |      |      |
| 5 مايو 2011 (الخميس) | عدل | تاريخ | راقب | تصفح |

| 5 مايو 2011 (الخميس) | عدل | تاريخ | راقب | تصفح |

| \| 6 مايو 2011 (الجمعة) \| عدل \| تاريخ \| راقب \| تصفح \| |     |       |      |      |
| - تنظيم القاعدة يؤكد في بيان له مقتل زعيمه أسامة بن لادن، ويقول أن دماءه وكلماته ومواقفه وخاتمته روح تسري في أوصال أجيال الأمة الإسلامية جيلًا بعد جيل، وأشار البيان إلى أن بن لادن سجل كلمة قبل أسبوع من مقتله ستنشر قريبًا ضمنها بنصائح وتوجيهات للأمة الإسلامية التي انتفضت مؤخرًا.-(سي إن إن) |     |       |      |      |
| 6 مايو 2011 (الجمعة) | عدل | تاريخ | راقب | تصفح |

| 6 مايو 2011 (الجمعة) | عدل | تاريخ | راقب | تصفح |

| \| 7 مايو 2011 (السبت) \| عدل \| تاريخ \| راقب \| تصفح \| |     |       |      |      |
| - وحدات مدرعة تابعة للجيش السوري تشن حملة دهم واسعة في مدينة بانياس الساحلية وذلك بعد اقتحام وحدات الجيش للمدينة ليل الجمعة وفجر السبت، واسفرت العملية حسب ناشطين في مجال حقوق الإنسان عن مقتل 6 أشخاص بينهم أربع نساء في المدينة وضواحيها. (بي بي سي) - قتال عنيف بين مسلحين وقوات الأمن في مدينة قندهار بعد سلسلة هجمات منسقة على منشآت حكومية، من بينها ست تفجيرات انتحارية على الأقل، وقد تبنت حركة طالبان ثلاثة من الهجمات. (بي بي سي) |     |       |      |      |
| 7 مايو 2011 (السبت) | عدل | تاريخ | راقب | تصفح |

| 7 مايو 2011 (السبت) | عدل | تاريخ | راقب | تصفح |

| \| 11 مايو 2011 (الأربعاء) \| عدل \| تاريخ \| راقب \| تصفح \| |     |       |      |      |
| - قوات الأمن اليمنية تطلق النار على المتظاهرين المتجهين نحو مبنى رئاسة الوزراء مما أدى إلى وقوع 3 قتلى ونحو 60 مصابًا في صفوف المتظاهرين. (بي بي سي) - المعارضة الليبية تعلن عن سيطرتها على مطار مدينة مصراتة بعد عدة أيام من المعارك الشرسة مع القوات الموالية للزعيم معمر القذافي. (بي بي سي) - أمين عام مجلس التعاون لدول الخليج العربية عبد اللطيف بن راشد الزياني يعلن عن موافقة قادة الدول الست على انضمام الأردن والمغرب إلى صفوف المجلس، ويكلفون وزراء الخارجية دعوة وزيري خارجية البلدين للدخول في مفاوضات لاستكمال الإجراءات اللازمة لذلك. (بي بي سي) |     |       |      |      |
| 11 مايو 2011 (الأربعاء) | عدل | تاريخ | راقب | تصفح |

| 11 مايو 2011 (الأربعاء) | عدل | تاريخ | راقب | تصفح |

| \| 12 مايو 2011 (الخميس) \| عدل \| تاريخ \| راقب \| تصفح \| |     |       |      |      |
| - نادي برشلونة لكرة القدم بطلاً للدوري الإسباني. (الجزيرة)   |     |       |      |      |
| 12 مايو 2011 (الخميس)                                       | عدل | تاريخ | راقب | تصفح |

| 12 مايو 2011 (الخميس) | عدل | تاريخ | راقب | تصفح |

| \| 13 مايو 2011 (الجمعة) \| عدل \| تاريخ \| راقب \| تصفح \| |     |       |      |      |
| - الشرطة الباكستانية تعلن مقتل 80 شخصًا وإصابة العشرات في هجومين انتحاريين استهدفا أكاديمية لتدريب قوات شبه عسكرية تستخدم لحماية الحدود شمال غرب البلاد، وحركة طالبان باكستان تعلن مسؤوليتها عن الهجوم وتقول إنه جاء ردًا على اغتيال زعيم تنظيم القاعدة أسامة بن لادن في باكستان. (بي بي سي) - الرئيس اليمني علي عبد الله صالح (في الصورة) يصف معارضيه بقطاع الطرق ويقول في رده على الاحتجاجات المطالبة بتنحيه أنه سيواجه التحدي بالتحدي، ويحذر تكتل أحزاب اللقاء المشترك مما أسماه اللعب بالنار مع دعوته إياهم في نفس الوقت للحوار، ويقول أن على من يريد السلطة أن يحصل عليها بالانتخابات وعن طريق صناديق الاقتراع. (العربية) |     |       |      |      |
| 13 مايو 2011 (الجمعة) | عدل | تاريخ | راقب | تصفح |

| 13 مايو 2011 (الجمعة) | عدل | تاريخ | راقب | تصفح |

| \| 14 مايو 2011 (السبت) \| عدل \| تاريخ \| راقب \| تصفح \| |     |       |      |      |
| - عصيان مدني شامل في محافظات تعز وعدن وباقي محافظات جنوب اليمن في إطار تصعيد الاحتجاجات ضد حكم الرئيس علي عبد الله صالح. (العربية) - مقتل ثلاثة أشخاص في مدينة تلكلخ وإصابة إثنين آخرين بجروح برصاص أجهزة الأمن السورية في تجدد للعنف ضد المحتجين المناهضين للنظام، ونزوح عشرات العائلات السورية باتجاه لبنان. (الجزيرة) - البرلمان الباكستاني يدين قيام الولايات المتحدة بقتل أسامة بن لادن على الأراضي الباكستانية، ويهددها بالتصعيد في حال استمرارها غارات جوية داخل البلاد. (الجزيرة) - الرئيس الأمريكي باراك أوباما يعلن عن استقالة مبعوث السلام في الشرق الأوسط جورج ميتشل (في الصورة) ويعين نائبه ديفيد هيل خلفًا مؤقتًا له. (رويترز) |     |       |      |      |
| 14 مايو 2011 (السبت) | عدل | تاريخ | راقب | تصفح |

| 14 مايو 2011 (السبت) | عدل | تاريخ | راقب | تصفح |

| \| 15 مايو 2011 (الأحد) \| عدل \| تاريخ \| راقب \| تصفح \| |     |       |      |      |
| - سقوط قتلى وعشرات الجرحى برصاص الجيش الإسرائيلي في هضبة الجولان المحتلة وقطاع غزة وبلدة مارون الراس على الحدود مع لبنان وذلك في ذكرى يوم النكبة، ورئيس الوزراء الإسرائيلي بنيامين نتنياهو (في الصورة) يحمل الرئيس السوري بشار الأسد مسؤولية التصعيد. (العربية) - انتخاب وزير الخارجية المصري نبيل العربي أمينًا عامًا جديدًا لجامعة الدول العربية خلفًا لعمرو موسى وذلك بعد قيام مصر بتبديل مرشحها السابق للمنصب مصطفى الفقي وسحب قطر لمرشحها عبد الرحمن بن حمد العطية. (العربية) |     |       |      |      |
| 15 مايو 2011 (الأحد) | عدل | تاريخ | راقب | تصفح |

| 15 مايو 2011 (الأحد) | عدل | تاريخ | راقب | تصفح |

| \| 18 مايو 2011 (الأربعاء) \| عدل \| تاريخ \| راقب \| تصفح \| |     |       |      |      |
| - الولايات المتحدة تدعو الرئيس السوري بشار الأسد (في الصورة) إلى قيادة الإنتقال السياسي في البلاد أو الرحيل، ومسؤول أمريكي يؤكد أن بلاده ستفرض عقوبات مباشرة عليه وذلك لدوره في القمع الدموي للحركة الاحتجاجية التي إندلعت ضد نظامه وإن هذا القرار يمثل جهدًا لزيادة الضغط على الحكومة السورية كي توقف العنف ضد شعبها وتبدأ الانتقال إلى نظام ديموقراطي. (العربية) - المجلس الأعلى للقوات المسلحة الحاكم في مصر ينفى التكهنات بأنه سيعفو عن الرئيس السابق محمد حسني مبارك الذي يخضع للتحقيق بتهم فساد واستغلال النفوذ، ويقول إنه لن يتدخل في عمل القضاء. (العربية) |     |       |      |      |
| 18 مايو 2011 (الأربعاء) | عدل | تاريخ | راقب | تصفح |

| 18 مايو 2011 (الأربعاء) | عدل | تاريخ | راقب | تصفح |

| \| 20 مايو 2011 (الجمعة) \| عدل \| تاريخ \| راقب \| تصفح \| |     |       |      |      |
| - الرئيس الأمريكي باراك أوباما يؤكد دعم ومساندة بلاده لعملية التغيير ومطالب الإصلاح التي تشهدها عدة دول في منطقة الشرق الأوسط، ويدعو الرئيس السوري بشار الأسد إلى قيادة التحول الديمقراطي في بلاده أو التنحي بسبب القمع الوحشي للمحتجين المطالبين بالديمقراطية، كما دعى الرئيس اليمني علي عبد الله صالح إلى تسليم السلطة، وطالب الحكومة البحرينية بإجراء حوار حقيقي مع المعارضة. (العربية) - الرئيس اليمني علي عبد الله صالح يدعو إلى إجراء انتخابات رئاسية مبكرة حقنًا لدماء أبناء شعبه، ويجدد وصفه المظاهرات بأنها محاولة للانقلاب على الشرعية ويتهم الثوار بالعمالة. (العربية) |     |       |      |      |
| 20 مايو 2011 (الجمعة) | عدل | تاريخ | راقب | تصفح |

| 20 مايو 2011 (الجمعة) | عدل | تاريخ | راقب | تصفح |

| \| 21 مايو 2011 (السبت) \| عدل \| تاريخ \| راقب \| تصفح \| |     |       |      |      |
| - المعارضة اليمنية توقع اتفاق نقل السلطة حسب المبادرة الخليجية، ومسؤول في حزب المؤتمر الشعبي العام الحاكم يقول إن الرئيس علي عبد الله صالح سيوقع على المبادرة في الغد. (بي بي سي) - تونس تقدم طلبًا للإمارات وقطر لتجميد أصول الرئيس المخلوع زين العابدين بن علي وأفراد أسرته. (رويترز) - رئيس الوزراء اليوناني جورج باباندريو (في الصورة) يستبعد إعادة هيكلة ديون بلاده. (رويترز) |     |       |      |      |
| 21 مايو 2011 (السبت) | عدل | تاريخ | راقب | تصفح |

| 21 مايو 2011 (السبت) | عدل | تاريخ | راقب | تصفح |

| \| 22 مايو 2011 (الأحد) \| عدل \| تاريخ \| راقب \| تصفح \| |     |       |      |      |
| - مئات المسلحين الموالين للرئيس اليمني علي عبد الله صالح يحاصرون سفارة الإمارات العربية المتحدة في صنعاء التي يوجد فيها أمين عام مجلس التعاون الخليجي وسفراء الولايات المتحدة والمملكة المتحدة والاتحاد الأوروبي الذين يجرون وساطة لإقناع الرئيس اليمني على التوقيع على المبادرة الخليجية لتسليم السللطة لإنهاء الاحتجاجات المندلعة في البلاد منذ 11 فبراير والتي وقعت عليها المعارضة الليلة الماضية. (بي بي سي) - الرئيس الأمريكي باراك أوباما يعرب عن تمسكه بأن تكون حدود عام 1967 أساسًا لاتفاق السلام في الشرق الأوسط، كما يتعهد بمساعدة إسرائيل على المحافظة على تفوقها العسكري النوعي. (بي بي سي) |     |       |      |      |
| 22 مايو 2011 (الأحد) | عدل | تاريخ | راقب | تصفح |

| 22 مايو 2011 (الأحد) | عدل | تاريخ | راقب | تصفح |

| \| 24 مايو 2011 (الثلاثاء) \| عدل \| تاريخ \| راقب \| تصفح \| |     |       |      |      |
| - رئيس الوزراء الإسرائيلي بنيامين نتنياهو يقول في كلمة أمام الكونغرس الأمريكي إن بلاده ستبدي سخاء بشان حجم الدولة الفلسطينية لكنها لن تعود إلى حدود عام 1967 أو تقبل بتقسيم مدينة القدس. (بي بي سي) - النيابة العامة في مصر تحيل الرئيس السابق محمد حسني مبارك (في الصورة) ونجليه علاء وجمال ورجل الأعمال حسين سالم إلى محكمة الجنايات. (رويترز) |     |       |      |      |
| 24 مايو 2011 (الثلاثاء) | عدل | تاريخ | راقب | تصفح |

| 24 مايو 2011 (الثلاثاء) | عدل | تاريخ | راقب | تصفح |

| \| 26 مايو 2011 (الخميس) \| عدل \| تاريخ \| راقب \| تصفح \| |     |       |      |      |
| - مقتل العشرات من اليمنيين في اشتباكات في العاصمة صنعاء بين القوات الحكومية وأنصار شيخ مشايخ قبيلة حاشد المعارض الشيخ صادق الأحمر، والرئيس علي عبد الله صالح يصدر أمرًا باعتقال الأحمر وأشقائه التسعة. (بي بي سي) - مصر تقرر فتح معبر رفح بصفة دائمة لمرور الفلسطينيين اعتبارًا من يوم السبت المقبل، وهو إجراء سيخفف بصورة كبيرة من آثار الحصار الإسرائيلي المفروض على غزة. (بي بي سي) - رئيس صربيا بوريس تاديتش يعلن عن اعتقال القائد العسكري السابق لصرب البوسنة الجنرال راتكو ملاديتش (في الصورة) الذي يلاحقه القضاء الدولي بتهمة ارتكاب جرائم حرب. (بي بي سي) |     |       |      |      |
| 26 مايو 2011 (الخميس) | عدل | تاريخ | راقب | تصفح |

| 26 مايو 2011 (الخميس) | عدل | تاريخ | راقب | تصفح |

| \| 28 مايو 2011 (السبت) \| عدل \| تاريخ \| راقب \| تصفح \| |     |       |      |      |
| - بدء حركة التنقل بين قطاع غزة ومصر بعد فتح معبر رفح الحدودي بعد إغلاق دام قرابة أربع سنوات وذلك بعد قرار الحكومة المصرية فتح المعبر أمام النساء والأطفال والرجال فوق سن الأربعين، بينما سيتطلب حصول الرجال ما بين سن الثامنة عشرة والأربعين على تصريح خاص لاجتياز المعبر. (بي بي سي) - تجدد الاشتباكات في محيط منزل الشيخ صادق الأحمر في صنعاء بعد ساعات من إعلانه هدنة بين قبيلة حاشد وقوات الأمن، ومظاهرات حاشدة في 17 محافظة لرفض الانجرار إلى العنف. (الجزيرة) - رئيس الوزراء التركي رجب طيب أردوغان (في الصورة) يدعو الرئيس السوري بشار الأسد إلى القيام بجهود لإصلاحات سريعة لإنهاء الاحتجاجات الدامية التي تشهدها سوريا، ووزير خارجيته أحمد داود أوغلو يقول إن الإصلاح في سوريا يجب أن يعتمد أسلوب العلاج بالصدمة. (الجزيرة) - نادي برشلونة الإسباني يتغلب على نادي مانشستر يونايتد الإنجليزي بنتيجة 3/1 ويحرز لقب دوري أبطال أوروبا في المبارة التي أقيمت على ملعب ويمبلي. (رويترز) |     |       |      |      |
| 28 مايو 2011 (السبت) | عدل | تاريخ | راقب | تصفح |

| 28 مايو 2011 (السبت) | عدل | تاريخ | راقب | تصفح |

| \| 30 مايو 2011 (الإثنين) \| عدل \| تاريخ \| راقب \| تصفح \|                                                                                                   |     |       |      |      |
| - رئيس جنوب أفريقيا جاكوب زوما (في الصورة) يصل إلى العاصمة الليبية طرابلس لإجراء محادثات مع العقيد معمر القذافي ستركز على إستراتيجية خروجه من ليبيا. (الجزيرة) |     |       |      |      |
| 30 مايو 2011 (الإثنين) | عدل | تاريخ | راقب | تصفح |

| 30 مايو 2011 (الإثنين) | عدل | تاريخ | راقب | تصفح |

| \| 31 مايو 2011 (الثلاثاء) \| عدل \| تاريخ \| راقب \| تصفح \| |     |       |      |      |
| - الرئيس السوري بشار الأسد يصدر عفوًا عامًا يشمل كل أعضاء الحركات السياسية بما في ذلك جماعة الإخوان المسلمون، وأيضًا على كل من ارتكب جرم قبل تاريخ 31 مايو / أيار. (العربية) - ملك البحرين حمد بن عيسى آل خليفة (في الصورة) يدعو عشيه رفع حالة الطوارئ إلى حوار للتوافق الوطني دون شروط مسبقة بدءً من أول يوليو / تموز القادم، ويدعو الجميع إلى الاشتراك في الحوار. (رويترز) - صربيا ترحل قائد قوات صرب البوسنة السابق راتكو ملاديتش إلى لاهاي بعد أن خسر الاستئناف الذي تقدم به محاميه ضد تسليمه إلى محكمة جرائم الحرب الدولية. (بي بي سي) |     |       |      |      |
| 31 مايو 2011 (الثلاثاء) | عدل | تاريخ | راقب | تصفح |

| 31 مايو 2011 (الثلاثاء) | عدل | تاريخ | راقب | تصفح |